# Miradouro da Ermida de Nossa Senhora da Saúde

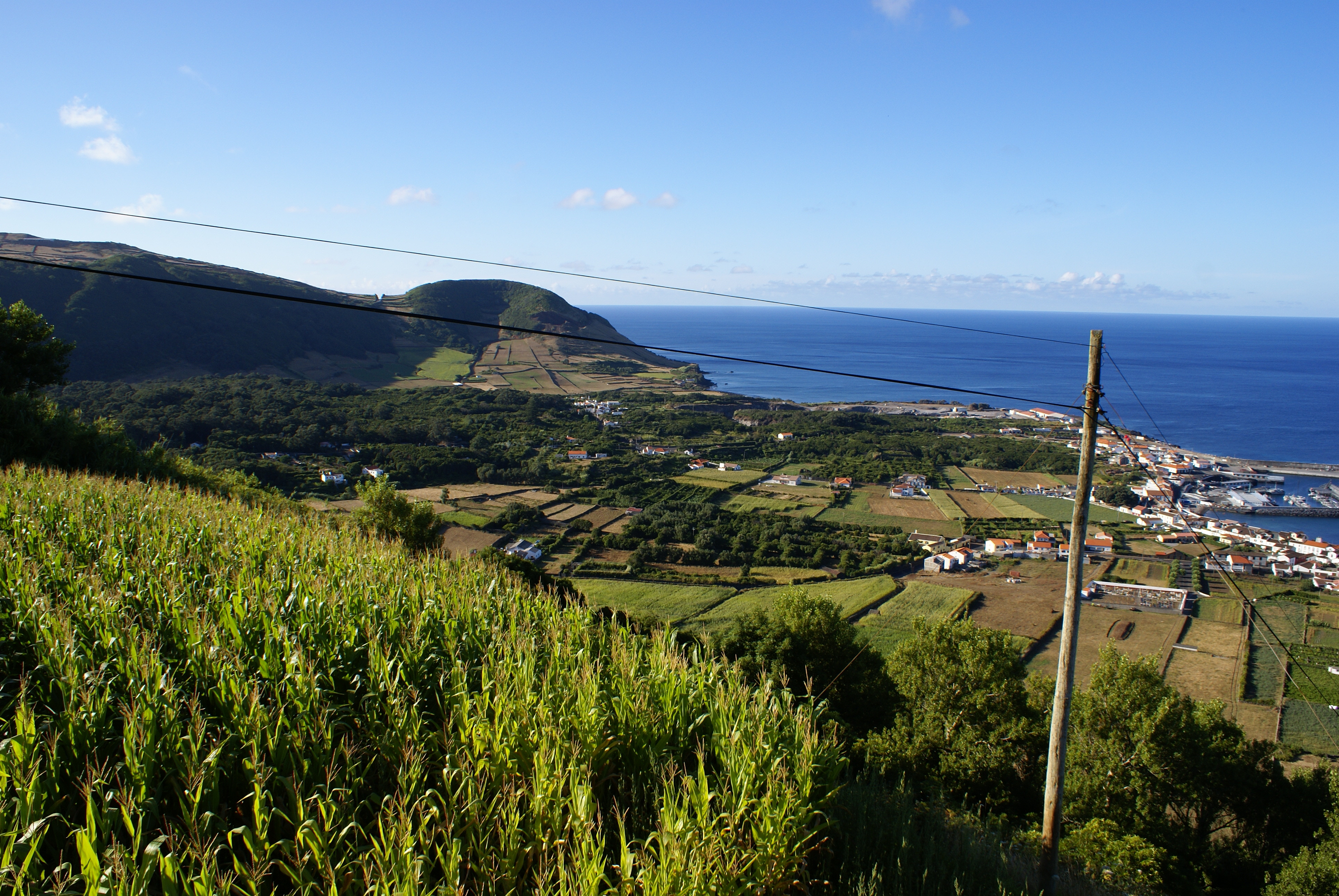
Vista parcial da Vila da Praia a partir do adro da Ermida de Nossa Senhora da Saúde.

O Miradouro da Ermida de Nossa Senhora da Saúde  é um miradouro português localizado na vila da Praia da Graciosa, concelho de Santa Cruz da Graciosa, ilha Graciosa, Açores.
Este mirante aloja-se no adro da  Ermida de Nossa Senhora da Saúde.
Do adro desta ermida localizada no Caminho de Nossa Senhora da Saúde oferece uma paisagem privilegiada sobre os núcleos rurais mais próximos. Ao fundo o Oceano Atlântico enche o horizonte de lés a lés.